# Physalacriaceae
Physalacriaceae là một họ nấm trong bộ Agaricales. Các loài trong họ này phân phân bố rộng khắp, chủ yếu được tìm thấy trong các vùng nhiệt đới, đặc biệt ở Đông Nam Á và Úc. Các nghiên cứu phân tử đề xuất rằng Physalacria, trước đây là chi duy nhất trong họ này, có quan hệ với chi Flammulina, Xerula và có thể với Armillaria.

## Hình ảnh

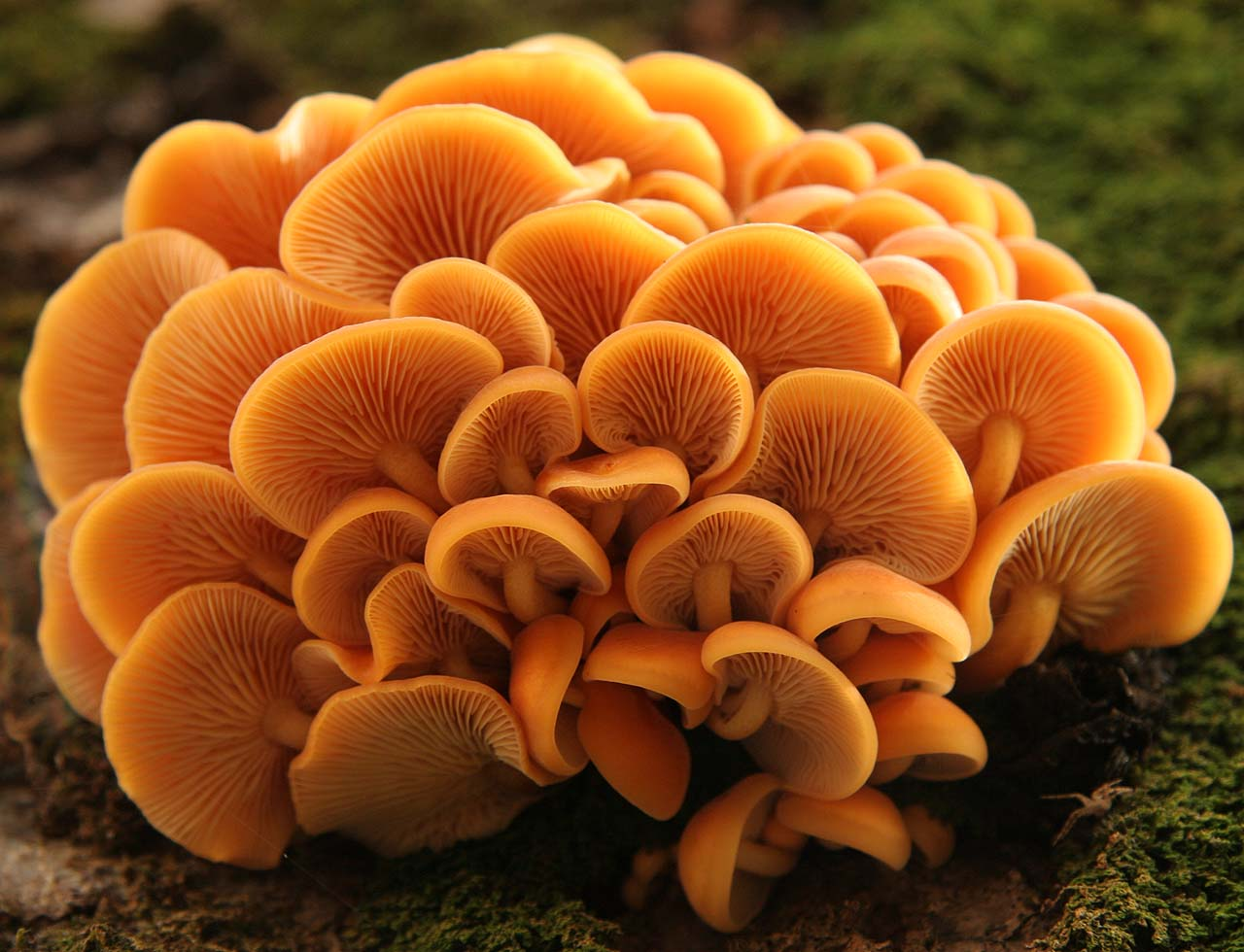
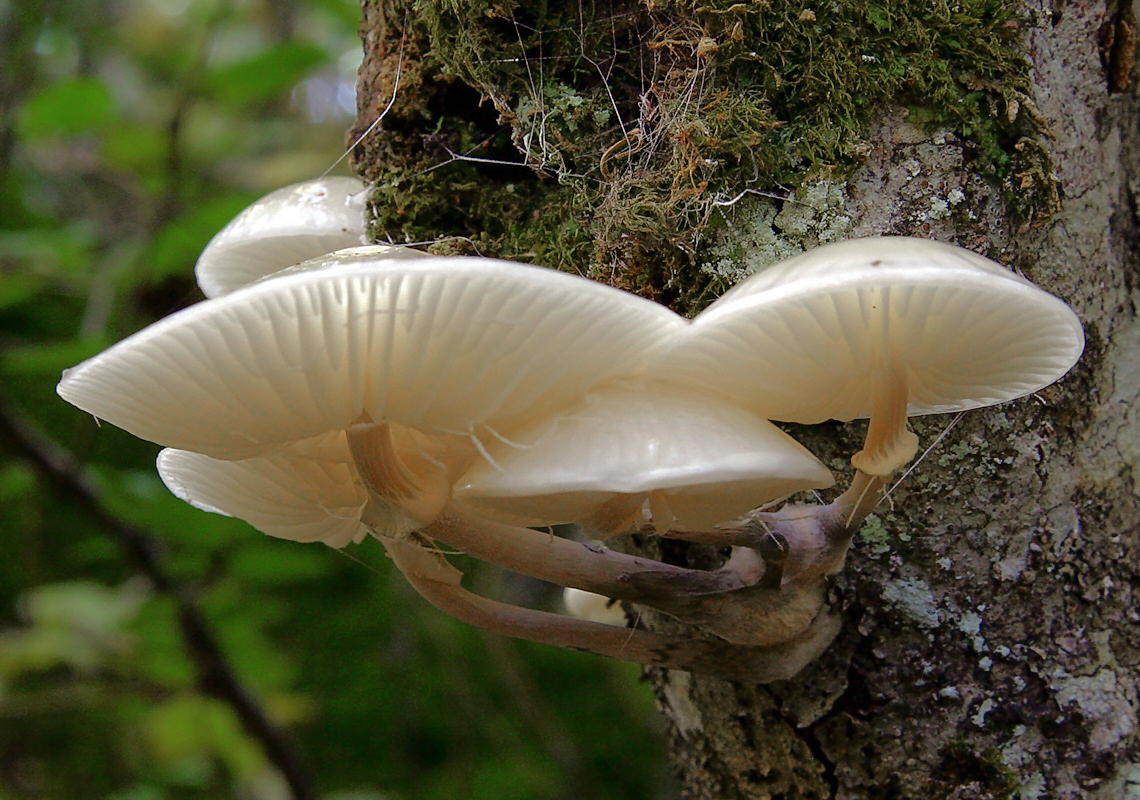